# Sojuz 23
Sojuz 23  byla kosmická loď SSSR z roku 1976, která se svou posádkou absolvovala let na oběžnou dráhu Země s cílem pracovat na orbitální stanici Saljut 5. Připojení se nezdařilo a loď se vrátila předčasně na Zem. Sojuz 23 podle katalogu COSPAR dostal označení 1976-100A a byl 58. registrovaným letem kosmické lodě s lidmi na palubě ze Země. Jejím volacím znakem byl RADON.

## Posádka
Dvoučlennou posádku tvořili tito kosmonauti:
- Vjačeslav Zudov, velitel lodě, 34 let, první let.
- Valerij Rožděstvenskij, palubní inženýr, 37 let, také první let.

## Průběh letu
Loď odstartovala 14. října 1976 navečer z kosmodromu Bajkonur s pomocí rakety Sojuz U. Po korekci dráhy se Sojuz dostal na dráhu s parametry 246 – 269 km nad Zemí, čas jednoho oběhu byl 88 minut.
Večer 15. října byl zapnut automatický přibližovací systém, který měl napomoci připojit se na orbitální stanici Saljut 5, systém však nefungoval, rozsvítila se poruchová kontrolka. Několikrát byl podniknut pokus o jeho restart, když se nezdařil, dalo řídící středisko pokyn k předčasnému ukončení mise s návratem k Zemi.
Nezdar pokračoval i během přistávacího manévru. Místo obvyklého přistání s pomocí motorů a padákového systému na polích Kazachstánu kabina s posádkou přistála na zamrzlé hladině jezera Tengiz zhruba 140 km JV od Arkalyku. V silném mrazu (-20 stupňů) a sněhové bouři měla záchranná skupina problémy kabinu najít a pak s pomocí vrtulníku odtáhnout ke břehu.
Nezdařená mise Sojuzu 23 trvala pouhé 2 dny, během níž obkroužila 22x Zemi .

## Konstrukce lodě
Udaná startovací hmotnost byla 6760 kg. Loď se obdobně jako ostatní lodě Sojuz skládala ze tří částí, kulovité orbitální sekce, návratové kabiny a sekce přístrojové. Měla namontováno spojovací zařízení k připojení k Saljutu.